# Liste der Landschaftsschutzgebiete im Kreis Minden-Lübbecke
Die Liste der Landschaftsschutzgebiete im Kreis Minden-Lübbecke enthält die Landschaftsschutzgebiete des Kreises Minden-Lübbecke in Nordrhein-Westfalen.

## Liste
| Bild                                           | Kennung       | Name                                           | Fläche [ha] | WDPA-ID   | Koordinaten | seit |
| ---------------------------------------------- | ------------- | ---------------------------------------------- | ----------- | --------- | ----------- | ---- |
| Kleihügelsee                                   | LSG-3416-003  | LSG-Altkreis Lübbecke                          | 32437,6228  | 555691044 | Position    | 1965 |
|                                                | LSG-3420-004  | LSG-Altkreis Minden                            | 13412,389   | 555690981 | Position    | 1968 |
|                                                | LSG-3518-001  | LSG-Allgemeine Landschaftsschutzgebiete        | 4681,0713   | 319490    | Position    | 1980 |
|                                                | LSG-3520-010  | LSG-Weserbogen bei Schlüsselburg               | 4,101       | 555690982 | Position    | 1969 |
|                                                | LSG-3616-005  | LSG-Wiehengebirge, Wesergebirge                | 4910,4925   | 555690983 | Position    | 1971 |
|                                                | LSG-3617-002  | LSG-Feuchtwiesen                               | 230,8211    | 555552655 | Position    | 1980 |
| Südliche Weseraue                              | LSG-3718-007  | LSG-Südliche Weseraue                          | 2203,4495   | 555552724 | Position    | 1992 |
|                                                | LSG-3718-011  | LSG-Wiehengebirge und Vorland                  | 2003,9666   | 555552725 | Position    | 1995 |
|                                                | LSG-3718-012  | LSG-Wulferdingsener Bachniederung              | 232,1181    | 555552726 | Position    | 1995 |
| LSG Werreniederung                             | LSG-3718-013  | LSG-Werreniederung                             | 151,8186    | 555552727 | Position    | 1995 |
|                                                | LSG-3719-006  | LSG-Weser- und Wiehengebirge                   | 1521,0849   | 555552728 | Position    | 1992 |
| LSG Nördliches Weser- und Wiehengebirgsvorland | LSG-3719-008  | LSG-Nördliches Weser- und Wiehengebirgsvorland | 862,4196    | 555552729 | Position    | 1992 |
|                                                | LSG-3719-009  | LSG-Hausberger Hügel- und Bergland             | 2586,2739   | 555552730 | Position    | 1992 |
|                                                | LSG-3818-0022 | LSG-Oeynhausener Hügelland                     | 699,1849    | 555552817 | Position    | 1995 |